# Trilussa
Trilussa, (Roma, 26 de outubro de 1871 - Roma, 21 de dezembro de 1950), cujo nome de batismo é Carlo Alberto Salustri foi um poeta satírico italiano, muito conhecido por suas poesias em dialeito romanesco.
Por suas poesias e sua arte literária, em 1 de dezembro 1950 foi proclamado Senador vitalício pelo presidente da Repùblica Luigi Einaudi.
C'è un'ape che se posa
su un bottone di rosa:
lo succhia e se ne va...
Tutto sommato, la felicità
è una piccola cosa.Original {{{{{língua}}}}}: 
Tem uma abelha que se deita
num botão de rosa:
o chupa e se vai....
Contudo, a felicidade
è pouca coisa.— Trilussa, Felicità

## Obras
- Stelle de Roma : versi romaneschi, prefazione e glossario di Francesco Sabatini, Roma, Cerroni e Solaro, 1889.
- Quaranta sonetti romaneschi, Roma, Enrico Voghera, 1895.
- Favole romanesche, Roma, Enrico Voghera, 1901.
- Caffè-concerto, Roma, Enrico Voghera, 1901.
- Er serrajo, Roma, Enrico Voghera, 1903.
- Sonetti romaneschi, Roma, Enrico Voghera, 1909.
- Nove poesie, Roma, Enrico Voghera, 1910.
- Roma nel 1911 : l'Esposizione vista a volo di cornacchia : sestine umoristiche, Roma, Tip. V. Ferri e C., 1911.
- Le storie, Roma, Enrico Voghera, 1913.
- Ommini e bestie, Roma, Enrico Voghera, 1914.
- La vispa Teresa, Roma, Casa editrice M. Carra e C., di L. Bellini, 1917.
- ... A tozzi e bocconi : Poesie giovanili e disperse, Roma, Carra, 1918.
- Lupi e agnelli, Roma, Enrico Voghera, 1919.
- Le cose, Roma-Milão, A. Mondadori, 1922.
- I sonetti, Milano, A. Mondadori, 1922.
- La Gente, Milano, A. Mondadori, 1927.
- Picchiabbò, ossia La moje der ciambellano : spupazzata dall'autore stesso, Roma, Edizioni d'arte Fauno, 1927.
- Libro n. 9, Milão, A. Mondadori, 1930.
- Evviva Trastevere : poesie, bozzetti, storia della festa de nojantri, varietà, Trilussa ed altri, Roma, Casa edit. Autocultura, 1930.
- La porchetta bianca, Milano, A. Mondadori, 1930.
- Giove e le bestie, Milano, A. Mondadori, 1932.
- Cento favole, Milano, A. Mondadori, 1934.
- Libro muto, Milano, A. Mondadori, 1935.
- Le favole, Milano: A. Mondadori, 1935.
- Duecento sonetti, A. Milano, Mondadori, 1936.
- Sei favole di Trilussa : commentate da Guglielmo Guasta Veglia (Guasta), Bari, Tip. Laterza e Polo, 1937.
- Mamma primavera : favole di Trilussa : con commento di Guglielmo Guasta Veglia : disegni di Giobbe, Bari, Tip. Laterza e Polo, 1937.
- Lo specchio e altre poesie, Milano, A. Mondadori, 1938.
- La sincerità e altre fiabe nove e antiche, Milano, A. Mondadori, 1939.
- Acqua e vino, Roma, A. Mondadori (Tip. Operaia Romana), 1945.
- Le prose del Rugantino e del Don Chisciotte e altre prose, a cura di Anne-Christine Faitrop Porta, 2 voll., Roma, Salerno, 1992. ISBN 88-8402-105-7.

## Ligações internas
- Trastevere